# Vanilla coursii
Vanilla coursii ist eine Pflanzenart aus der Gattung Vanille (Vanilla) in der Familie der Orchideen (Orchidaceae). Sie wächst als Kletterpflanze auf Madagaskar.

## Beschreibung
Vanilla coursii ist eine immergrüne Kletterpflanze. Der Spross misst im Querschnitt 0,7–1,0 cm, er ist seitlich etwas zusammengedrückt, manchmal mit zwei längs verlaufenden Riefen. Die Blätter stehen in Abständen von 8 bis 10 cm am Spross, sie werden 10–16 cm lang und 3,4–5 cm breit. Der Blattstiel misst 0,6 cm, die Blattspreite ist lanzettlich, fest und leicht sichelförmig gekrümmt, sie endet lang ausgezogen und spitz.
Die Blütezeit von Vanilla coursii liegt im Januar und Februar. Der Blütenstand besteht meist aus 3 zymös zusammengesetzten Trauben und trägt 6 bis 8 Blüten. Die Sepalen und Petalen messen etwa 2,5 × 1 cm, sie sind oberhalb der Mitte am breitesten, am Grund verschmälert, spitz endend. Die rote oder rosafarbene, 1,5 cm lange Lippe ist sechslappig, die Spreite ist am Grund leicht schuppig, in der Mitte behaart und vorne mit spitzen, nach hinten gerichteten Papillen versehen. Die Säule ist 1,2 cm lang, mit unregelmäßig gekerbten Rändern. Die Kapselfrucht ist im Querschnitt rund mit 1 cm Durchmesser und 10–12 cm Länge. Sie benötigt 12 bis 13 Monate bis zur Reife.

## Verbreitung
Vanilla coursii kommt im Nordosten Madagaskars, im Bereich der Masoala-Halbinsel vor. Sie wächst in Höhenlagen von 200 bis 300 Meter. Sie besiedelt Wälder auf sandigen Böden.

## Systematik und botanische Geschichte
Vanilla coursii wurde 1950 von Perrier de la Bâthie erstmals beschrieben.
Sie ähnelt laut Portères einerseits asiatischen Arten wie Vanilla griffithii, die am Grund beschuppte Lippe kommt andererseits bei afrikanischen Arten wie Vanilla africana vor. Ähnlichkeit besteht auch zu Vanilla chalotii. Die sechslappige Lippe unterscheidet sie aber von diesen Arten. Soto Arenas und Cribb nennen Vanilla francoisii als einzige näher verwandte Art, betonen aber, dass sie von Vanilla coursii kein einziges Exemplar erhalten konnten.